# Basakpwa

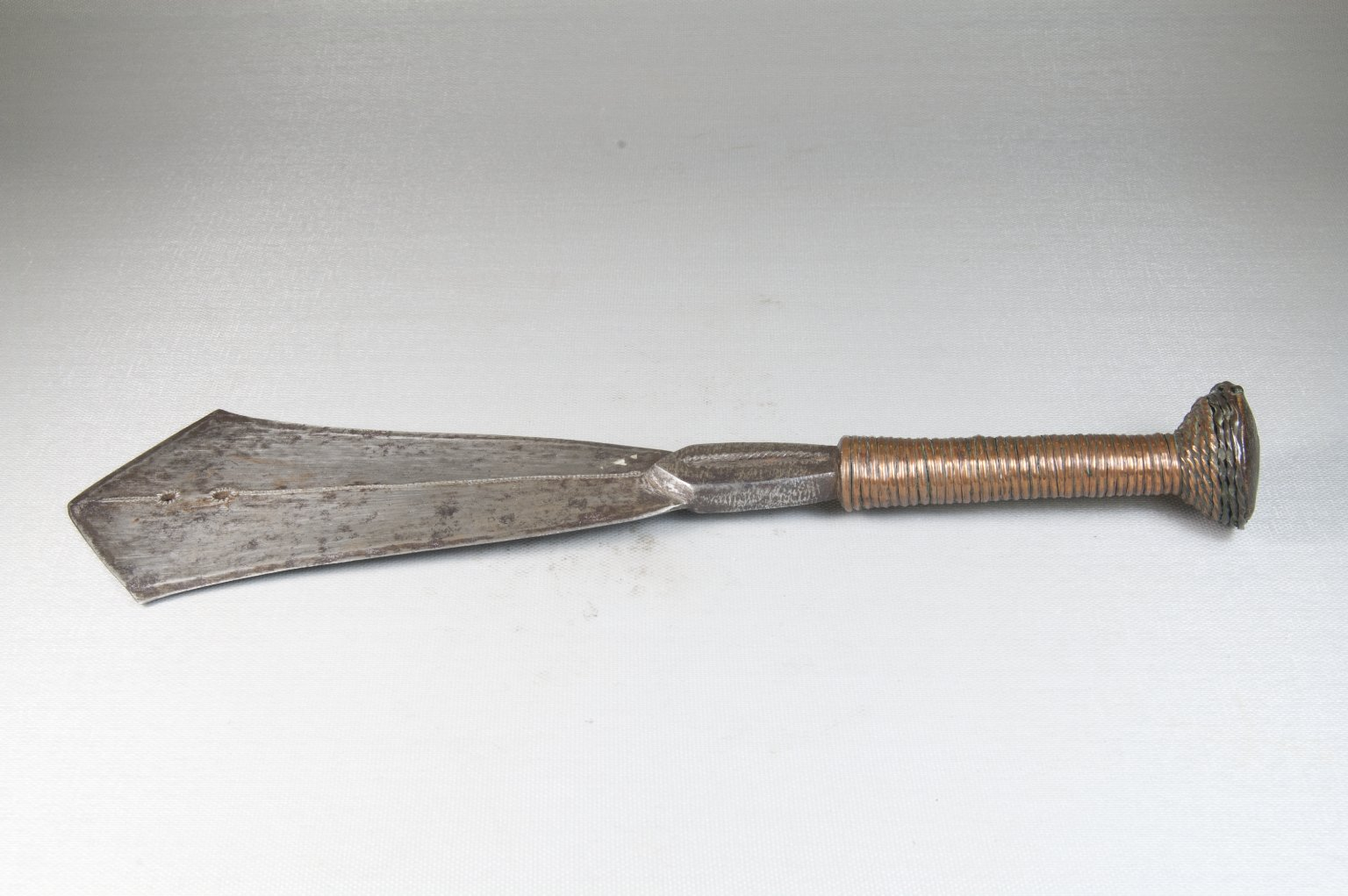

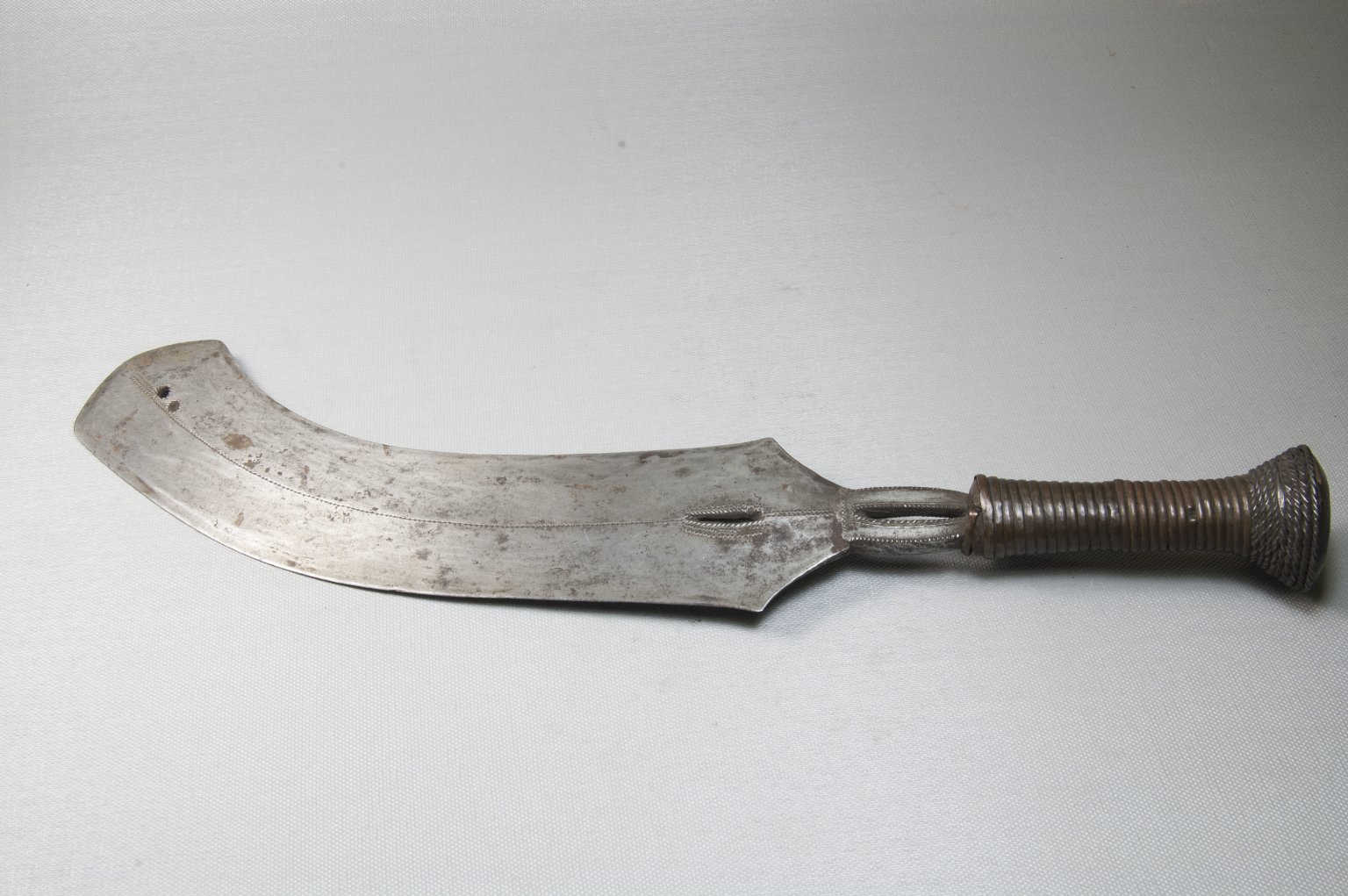

Das Basakpwa ist ein afrikanisches Messer bzw. Kurzschwert. Es wird von den Völkern der Ngbandi und Yakoma benutzt.

## Beschreibung
Typisch für diese Messer ist der gespaltene Klingenhals bzw. Fehlschärfe direkt am hölzernen Griff der mit Kupferdraht umwickelt ist. Die Klinge kann verschiedene Formen annehmen, unter anderem krumm oder gerade. Oft verfügt sie über einen ausgeprägten Mittelgrat. Länge variiert von etwa 30 bis 50 cm. Verwendung als Repräsentations- und Schmuckmesser.